# اچ‌ام‌اس اکستر (۱۶۸۰)
اچ‌ام‌اس اکستر (۱۶۸۰) (به انگلیسی: HMS Exeter (1680)) یک کشتی بود که طول آن ۱۵۰ فوت ۸ اینچ (۴۵٫۹ متر) بود.